# Alois Pumberger
Alois Pumberger (* 26. Mai 1950 in Ried im Innkreis) ist ein österreichischer Arzt und Politiker (FPÖ). Pumberger war Mitglied des Bundesrates und Abgeordneter zum Nationalrat. 

## Ausbildung und Beruf
Pumberger besuchte nach der Volksschule von 1961 bis 1969 das Bundesrealgymnasium in Ried im Innkreis und studierte im Anschluss Medizin an der Universität Wien. 1977 erwarb er den akademischen Grad Dr. med. univ.
Pumberger war zunächst zwischen 1977 und 1981 Turnusarzt im Landeskrankenhaus Salzburg und arbeitet seit 1982 als Praktischer Arzt in Lohnsburg. Er ist zudem seit 1985 
Gemeindearzt der Sanitätsgemeinde Lohnsburg-Waldzell.

## Politik
Pumberger war ab 1985 Gemeinderat in Lohnsburg und ab 1991 Mitglied des Landesparteivorstandes der FPÖ Oberösterreich. Er wurde 1992 zum Bezirksparteiobmann der FPÖ Ried im Innkreis gewählt und war zwischen 1993 und 1999 Kammerrat der Oberösterreichischen Ärztekammer. Ab 1995 war er zudem Landesparteiobmann-Stellvertreter der FPÖ Oberösterreich. 
Pumberger vertrat die FPÖ zwischen dem 30. Oktober 1991 und dem 11. November 1993 im Bundesrat und war zwischen dem 12. Oktober 1993 und dem 19. Dezember 2002 Abgeordneter zum Nationalrat. Pumberger war Gesundheitssprecher der FPÖ und zwischen 1996 und 2002 Obmann des Gesundheitsausschusses. Nachdem Pumberger bei der Wahl des Landesparteiobmanns 2008 Herbert Aspöck unterstützt hatte, wurde gegen Pumberger im Juni 2008 ein Parteiausschlussverfahren eingeleitet.

## Auszeichnungen
- 2002: Großes Goldenes Ehrenzeichen für Verdienste um die Republik Österreich[3]